# Erin Hunter
Erin Hunter è uno pseudonimo collettivo usato dalle autrici Victoria Holmes, Kate Cary, Cherith Baldry, Gillian Philip, Inbali Iserles, Tui T. Sutherland, Kasey Widhalm e Rosie Best nella scrittura di diverse serie di romanzi fantasy per ragazzi (juvenile fantasy), incentrate su alcuni animali e le loro avventure, tra cui Warrior Cats (in originale Warriors), Seekers, Survivors e Bravelands. Ciascuna delle autrici ha un compito differente nella stesura dei romanzi: mentre Holmes crea la trama di ciascun libro, Cary, Baldry e Sutherland la traspongono sotto forma di testo. Inoltre, vi è un autore non appartenente al collettivo che ha realizzato dei manga ispirati ai romanzi: Dan Jolley.

## Storia
Nel 2003 la casa editrice HarperCollins incaricò Victoria Holmes di scrivere una serie fantasy su dei gatti, ma, non essendo una lettrice od esperta di questo genere letterario, non ne era particolarmente entusiasta, nonostante il suo amore per i gatti. Dopo la creazione della trama, venne contattata Kate Cary, che si occupò di scrivere il testo vero e proprio, mentre la Holmes passò alla supervisione del libro. Successivamente, durante la realizzazione del terzo libro, Forest of Secrets, Cherith Baldry si unì al collettivo, mentre la Sutherland divenne la quarta Erin Hunter dopo aver scritto la guida da campo della fauna immaginaria di Warrior Cats.
Lo pseudonimo "Erin Hunter" venne scelto per diversi motivi. Innanzitutto, se le autrici avessero usato i loro nomi reali, i libri sarebbero stati collocati in posizioni differenti in una biblioteca, rendendoli difficili da cercare. Inoltre volevano adottare un soprannome che avrebbe posizionato i libri il più vicino possibile a Redwall di Brian Jacques, che all'epoca era la serie letteraria che più si avvicinava alla trama di Warrior Cats. Una di loro suggerì "Hunter", e le altre concordarono che era perfetto perché non solo raggiungeva lo scopo prefissato, ma in più si avvicinava all'immagine di un gatto. Victoria Holmes suggerì il nome "Erin" perché le piaceva di più, e venne accettato in quanto ritenuto un nome celtico forte e non eccessivamente femminile.

## Opere

### Warrior Cats
Warriors: The Prophecies Begin
1. Into the Wild (2003) (Kate Cary)
2. Fire and Ice (2003) (Kate Cary)
3. Forest of Secrets (2003) (Cherith Baldry)
4. Rising Storm (2004) (Kate Cary)
5. A Dangerous Path (2004) (Cherith Baldry)
6. The Darkest Hour (2004) (Cherith Baldry)

Warriors: The New Prophecy
1. Midnight (2005) (Cherith Baldry)
2. Moonrise (2005) (Cherith Baldry)
3. Dawn (2005) (Kate Cary)
4. Starlight (2006) (Cherith Baldry)
5. Twilight(2006) (Cherith Baldry)
6. Sunset (2006) (Cherith Baldry)

Warriors: Power of Three
1. The Sight (2007) (Kate Cary)
2. Dark River (2007) (Kate Cary)
3. Outcast (2008) (Cherith Baldry)
4. Eclipse (2008) (Kate Cary)
5. Long Shadows (2008) (Cherith Baldry)
6. Sunrise (2009) (Cherith Baldry)

Warriors: Omen of the Stars
1. The Fourth Apprentice (2009) (Cherith Baldry)
2. Fading Echoes (2010) (Kate Cary)
3. Night Whispers (2010) (Kate Cary)
4. Sign of the Moon (2011) (Cherith Baldry)
5. The Forgotten Warrior (2011) (Cherith Baldry)
6. The Last Hope (2012) (Kate Cary)

Warriors: Dawn of the Clans
1. The Sun Trail (2013) (Cherith Baldry)
2. Thunder Rising (2013) (Cherith Baldry)
3. The First Battle (2014) (Kate Cary)
4. The Blazing Star (2014) (Cherith Baldry)
5. A Forest Divided (2015) (Kate Cary)
6. Path of Stars (2015) (Kate Cary)

Warriors: A Vision of Shadows
1. The Apprentice's Quest (2016) (Cherith Baldry)
2. Thunder and Shadow (2016) (Kate Cary)
3. Shattered Sky (2017) (Cherith Baldry)
4. Darkest Night (2017) (Kate Cary)
5. River of Fire (2018) (Cherith Baldry)
6. The Raging Storm (2018) (Kate Cary)

Warriors: The Broken Code
1. Lost Stars (2019) (Cherith Baldry)
2. The Silent Thaw (2019) (Kate Cary)
3. Veil of Shadows (2020) (Cherith Baldry)
4. Darkness Within (2020) (Kate Cary)
5. The Place of No Stars (2021) (Cherith Baldry)
6. A Light in the Mist (2021) (Kate Cary)

#### Warriors: A Starless Clan
1. River (2022) (Cherith Baldry)

Warriors Manga: Graystripe's Adventure
1. The Lost Warrior (2007) (Dan Jolley)
2. Warrior's Refuge (2007) (Dan Jolley)
3. Warrior's Return (2008) (Dan Jolley)

Graystripe's Adventure (raccolta dei precedenti tre titoli) (2017)
Warriors Manga: Rise of Scourge
1. The Rise of Scourge (2008) (Dan Jolley)

Warriors Manga: Tigerstar and Sasha
1. Into the Woods (2008) (Dan Jolley)
2. Escape from the Forest (2009) (Dan Jolley)
3. Return to the Clans (2009) (Dan Jolley)

Warriors Manga: Ravenpaw's Path
1. Shattered Peace (2009) (Dan Jolley)
2. A Clan in Need (2010) (Dan Jolley)
3. The Heart of a Warrior (2010) (Dan Jolley)

Ravenpaw's Path (raccolta dei precedenti tre titoli) (2018)
Warriors Manga: SkyClan and the Stranger
1. The Rescue  (2011) (Dan Jolley)
2. Beyond the Code (2011) (Dan Jolley)
3. After the Flood (2012) (Dan Jolley)

SkyClan and the Stranger (raccolta dei precedenti tre titoli) (2019)
Warriors graphic novel: A Shadow in RiverClan
1. A Shadow in RiverClan (2020) (Dan Jolley)

Warriors graphic novel: Winds of Change
1. Winds of Change (2021) (Tui Sutherland)

Warriors graphic novel: Exile from Shadowclan
1. Exile from Shadowclan (2022)

Warriors: Super Edition
1. Firestar's Quest (2007) (Cherith Baldry)
2. Bluestar's Prophecy (2009) (Kate Cary)
3. SkyClan's Destiny (2010) (Cherith Baldry)
4. Crookedstar's Promise (2011) (Kate Cary)
5. Yellowfang's Secret (2012) (Cherith Baldry)
6. Tallstar's Revenge (2013) (Kate Cary)
7. Bramblestar's Storm(2014) (Cherith Baldry)
8. Moth Flight's Vision (2015) (Kate Cary)
9. Hawkwing's Journey (2016) (Cherith Baldry)
10. Tigerheart's Shadow (2017) (Kate Cary)
11. Crowfeather's Trial (2018) (Cherith Baldry)
12. Squirrelflight's Hope (2019) (Kate Cary)
13. Graystripe's Vow (2020) (Cherith Baldry)
14. Leopardstar's Honor (2021) (Kate Cary)

Warriors: Field Guides
1. Secrets of the Clans (2007) (Tui Sutherland)
2. Cats of the Clans (2008) (Victoria Holmes)
3. Code of the Clans (2009) (Victoria Holmes)
4. Battles of the Clans (2010) (Victoria Holmes)
5. Enter the Clans (2010) (raccolta di Secrets of the Clans e Code of the Clans)
6. Warriors: The Ultimate Guide (2013) (Victoria Holmes)

Warriors: Novellas

The Untold Stories (2013) (Omnibus)
1. Hollyleaf's Story (2012) (Victoria Holmes)
2. Mistystar's Omen (2012) (Victoria Holmes)
3. Cloudstar's Journey (2013) (Victoria Holmes)

Tales from the Clans (2014) (Omnibus)
1. Tigerclaw's Fury(2014) (Victoria Holmes)
2. Leafpool's Wish (2014) (Victoria Holmes)
3. Dovewing's Silence (2014) (Victoria Holmes)

Shadows of the Clans (2016) (Omnibus)
1. Mapleshade's Vengeance (2015) (Victoria Holmes)
2. Goosefeather's Curse (2015) (Victoria Holmes)
3. Ravenpaw's Farewell (2016) (Victoria Holmes)

Legends of the Clans (2017) (Omnibus)
1. Spottedleaf's Heart (2017) (Victoria Holmes)
2. Pinestar's Choice (2017)(Victoria Holmes)
3. Thunderstar's Echo (2017) (Clarissa Hutton)

Path of a Warrior (2019) (Omnibus)
1. Redtail's Debt (Clarissa Hutton)
2. Tawnypelt's Clan (Clarissa Hutton)
3. Shadowstar's Life (Clarissa Hutton)

A Warrior's Spirit (2020) (Omnibus)
1. Pebbleshine's Kits (Cherith Baldry)
2. Tree's Roots (Clarissa Hutton)
3. Mothwing's Secret (Clarissa Hutton)

A Warrior's Choice (2021) (Omnibus)
1. Daisy's Kin (Cherith Baldry)
2. Blackfoot's Reckoning (Clarissa Hutton)
3. Spotfur's Rebellion (Clarissa Hutton)

### Seekers
Seekers (serie originale)
1. The Quest Begins (2008) (Tui Sutherland)
2. Great Bear Lake (2009) (Cherith Baldry)
3. Smoke Mountain (2009) (Tui Sutherland)
4. The Last Wilderness (2010) (Cherith Baldry)
5. Fire in the Sky (2010) (Tui Sutherland)
6. Spirits in the Stars (2011) (Cherith Baldry)

Seekers (Return to the Wild)
1. Island of Shadows (2012) (Cherith Baldry)
2. The Melting Sea (2012) (Tui Sutherland)
3. Rivers of Lost Bears (2013) (Cherith Baldry)
4. Forest of Wolves (2014) (Cherith Baldry)
5. The Burning Horizon (2015)
6. The Longest Day (2016) (Cherith Baldry)

Seekers Manga
1. Toklo's Story (2010)
2. Kallik's Adventure (2011)
3. Lusa's Tale (annullato)

### Survivors
Survivors (serie originale)
1. The Empty City (2012) (Gillian Philip)
2. A Hidden Enemy (2013) (Gillian Philip)
3. Darkness Falls (2013) (Inbali Iserles)
4. The Broken Path (2014) (Gillian Philip)
5. The Endless Lake (2014) (Inbali Iserles)
6. Storm of Dogs (2015) (Inbali Iserles)

Survivors (The Gathering Darkness)
1. A Pack Divided (2015) (Gillian Philip)
2. Dead of Night (2016) (Rosie Best)
3. Into the Shadows (2017)
4. Red Moon Rising (2017)
5. The Exile's Journey (2018)
6. The Final Battle (2019)

Survivors Novellas
1. Alpha's Tale (2014) (Gillian Phillip)
2. Sweet's Journey (2015) (Gillian Philip)
3. Moon's Choice (2015) (Gillian Philip)
4. Tales from the Packs (2015)

### Bravelands
1. Broken Pride (2017) (Gillian Philip)
2. Code of Honor (2018) (Gillian Philip)
3. Blood and Bone (2018)
4. Shifting Shadows (2019)